# James Silas
James Edward Silas (ur. 11 lutego 1949 w Tallulah) – amerykański koszykarz, występujący na pozycji rozgrywającego, uczestnik spotkań gwiazd ABA, wybierany do składów najlepszych zawodników ligi, po zakończeniu kariery zaliczony do składu najlepszych zawodników w historii ligi ABA (ABA's All-Time Team - 1997).
Silas uczęszczał na Stephen F. Austin State University w Nacogdoches (Teksas). Będąc na ostatnim roku poprowadził swoją uczelnianą drużynę do rekordowego wyniku 29-1, notując średnio 30,7 punktu. W trakcie całej swojej kariery akademickiej był dwukrotnie wybierany do NAIA All-American Team.
W drafcie 1972 roku został wybrany z odległym, bo aż 70. numerem, przez Houston Rockets. Zawodnicy z NAIA nie cieszyli się taką popularnością, jak ci z NCAA, których można było oglądać w ogólnonarodowej TV. W związku powyższym byli oni zazwyczaj wybierani z niższymi numerami, często pomimo wielkiego talentu. Silas rozpoczął swoją zawodową karierę w klubie Dallas Chaparrals w lidze ABA. Po udanym sezonie debiutanckim, zwieńczonym zaliczeniem do składu najlepszych debiutantów zespół został sprzedany i przeniósł swoją siedzibę do San Antonio, po czym zmienił nazwę na Spurs. Silas występował w jego barwach również w NBA po tym, jak liga ABA została rozwiązana.
W czerwcu 1981 roku został wytransferowany do Cleveland wraz z Richem Yonakorem w zamian za późniejszy wybór drugiej rundy draftu 1982 - (Olivera Robinsona. Po roku zdecydował się zakończyć definitywnie karierę sportową, pomimo nadal solidnych statystyk.
28 lutego 1984 roku klub San Antonio Spurs zastrzegł należący do Silasa numer 13. Był to pierwszy numer, który został wycofany przez ten zespół.

## Osiągnięcia

### ABA
- 2-krotny uczestnik meczu gwiazd ABA (1975, 1976)[1]
- Wybrany do:
  - I składu:
    - ABA (1976)
    - debiutantów ABA (1973)

  - II składu ABA (1975)
  - składu najlepszych zawodników w historii ligi ABA (ABA's All-Time Team - 1997)
- Klub San Antonio Spurs zastrzegł należący do niego w numer 13
- Rekordzista ABA, pod względem najwyższej średniej przechwytów (10), uzyskanych w trakcie pojedynczych rozgrywek play-off (1975)
- Lider play-off w średniej asyst (1975)[5]

NBA
- Lider play-off w skuteczności rzutów wolnych (1980 - wspólnie ze Brianem Wintersem i Calvinem Murphy)[6]